# Rio Govăjdia
O Rio Govăjdia é um rio da Romênia, afluente do Cerna, localizado no distrito de Hunedoara.